# Стюарт-Бейнз, Кимани
Кимани Стюарт-Бэйнз (англ. Kimani Stewart-Baynes, род. 17 января 2005, Кингстаун) — канадский футболист, полузащитник клуба «Колорадо Рэпидз».

## Клубная карьера
Стюарт-Бейнз — воспитанник клуба «Вон Аззурри». Во время обучения в Мэрилендском университете он выступал за футбольную команду учебного заведения. В декабре 2023 года игрок был выбран на драфте клубом «Колорадо Рэпидз». 18 марта 2024 года в поединке против дублёром «Сент-Луис Сити» Кимани дебютировал за дублирующий состав в MLS Next Pro. 24 марта в матче против «Хьюстон Динамо» он дебютировал в MLS.

## Международная карьера
В 2024 году в составе молодёжной сборной Канады Стюарт-Бейнз принял участие в молодёжном Кубке КОНКАКАФ в Мексике. На турнире он сыграл в матчах против сборных Сальвадора, Доминиканской Республики и Панамы.